# Jörg-Andreas Bötticher
Jörg-Andreas Bötticher (* 1964 in Berlin) ist ein deutscher Cembalist, Organist und Musikwissenschaftler, der in Basel tätig ist. Er besitzt neben der deutschen auch die schweizerische Staatsbürgerschaft.

## Leben und Wirken
Jörg-Andreas Bötticher erlebte seine Schulzeit in Lörrach und war langjähriges Mitglied der Knabenkantorei Basel. Nach mehrjährigem Klavier- und Orgelunterricht musizierte er als Keyboarder einer Band. Von 1983 bis 1990 studierte er an der Schola Cantorum Basiliensis bei Jean-Claude Zehnder (Orgel), Andreas Staier (Cembalo) und Jesper Christensen (Generalbass). Weiteren Cembalo-Unterricht erhielt er von Gustav Leonhardt. Seit 1997 leitete er eine Cembaloklasse an der Schola Cantorum Basiliensis, wo er auch Generalbass und Kammermusik unterrichtet. Von 1998 bis 2016 lehrte er zusätzlich historische Aufführungspraxis an der Basler Musikhochschule.
Er ist Organist der Predigerkirche in Basel, dort auch Mitinitiator und künstlerischer Leiter der Gesamtaufführung aller Bachkantaten (2004–2012) sowie des Nachfolgeprojekts „Abendmusiken in der Predigerkirche“ (seit 2013). Auf mehreren CD-Einspielungen liegen Werke von Alessandro Poglietti, Michelangelo Rossi, Gottlieb Muffat, Ignazio Albertini, Johann Friedrich Fasch und anderen vor. Mit der Barockviolinistin Hélène Schmitt widmete er sich dem Geigenrepertoire des 17. Jahrhunderts, mit Chiara Banchini spielte er die Sonaten für Violine und Cembalo obligato von Johann Sebastian Bach ein. Seit 2011 konzertiert er regelmäßig mit der Barockviolinistin Plamena Nikitassova.
Bötticher ist auch auf musikwissenschaftlichem Gebiet tätig. Zu den wichtigsten Veröffentlichungen zählen Beiträge im Bach-Jahrbuch der Neuen Bachgesellschaft und der Artikel Generalbass in dem Musiklexikon Musik in Geschichte und Gegenwart (zusammen mit Jesper Christensen). Für seine herausragende Grundlagenforschung zur Musik des 17. und 18. Jahrhunderts und ihre engagierte Vermittlung an die Öffentlichkeit erhielt er 2020 den Wissenschaftspreis der Stadt Basel.

## Publikationen (Auswahl)
Schriften
- „In jeder Fingerspitze ein Theil der musikalischen Seele“ – Das ‚Toucher‘ auf Clavierinstrumenten als Brücke zwischen sinnlicher, seelischer und geistiger Erfahrung. In: Concerto – Das Magazin für Alte Musik. 30. Jg. Nrn. 251 u. 252. ISSN 0177-5944.
- „Eine sonderbahre Anmuth“ – Grazie und Anmut in der Musik für Tasteninstrumente. In: Luigi Collarile, Alexandra Nigito (Hrsg.): In organo pleno – Festschrift für Jean-Claude Zehnder zum 65. Geburtstag. Peter Lang, Bern 2007, ISBN 978-3-03911-210-4. S. 277–326.
- Alte Musik – Eine Gebrauchsanleitung. In: Musik & Ästhetik. 26. Jg., Heft 103, Juli 2022. S. 66–77.

Tonträger
- Giuseppe Peranda: Sacred Music from Dresden. (Missa in a, Repleti sunt omnes, Accurite gentes, Timor et tremor, Factum est proelium; Vincenzo Albrici: Sinfonia à 2; David Pohle: Sonata à 6.) Miriam Feuersinger, Maria Cristina Kiehr (Sopran), Alex Potter (Altus), Raphael Höhn, Jakob Pilgram (Tenor), Markus Flaig (Bass), Abendmusiken Basel, Jörg-Andreas Bötticher (Orgel und Leitung). Coviello Classics, 2018.
- Music from the Düben Collection. Dominik Wörner, (Bass), Kirchheimer DübenConsort, Jörg-Andreas Bötticher (Orgel und Leitung). Passacaille 2020. (Coproduktion mit Deutschlandfunk Kultur)